# 十全なす
十全なす（じゅうぜんなす）は、新潟県で栽培されているナスの品種。

## 概要
形状は巾着のような形をしており、浅漬けにすることが多い。6月中旬から9月下旬に出荷される。
昭和初期、当時の新潟県中蒲原郡十全村（現在の五泉市の一部）で、泉州水なすを在来種とかけ合わせて作られた品種が十全なすと称された。この品種は、やがて新潟市や長岡市にも伝播し、1940年ころに伝えられた長岡では梨なすとも称された。
長岡で改良が加えられた十全なすは、黒十全と称され、三条市などにも伝播し、さらに地域によっては八石なす、巻機なすなどの名称で商品化された。
黒十全が普及すると、本来の十全なすは、白十全、本十全とも呼ばれるようになったが、生産地は限られていった。現在では新潟市南区白根地区などで生産されているが、高級品として料亭などで使用され、一般に出回ることは少ないという。
後には、黒十全から、F1種として新潟十全なすが開発され、現在では、生産される十全なすの9割を占めるようになっている。新潟市における主要な産地である江南区曽野木地区では、1989年ころから水田転作の作物として普及が進み、1991年から浅漬けに加工しての出荷が始まった。